# Osmond Drengot
Osmond Drengot (c. 985 – octubre 1018) va ser un dels primers aventurers normands al Mezzogiorno. Era el fill gran d'un petit, però ric, senyor de Carreaux, a prop d'Avesnes-en-Bray a la regió de Rouen. Carreaux dona a la seva família, els Drengot, el nom alternatiu de Quarrel.
El 1016, Osmond va participar en una cacera amb el duc Ricard II de Normandia. Mentre es trobava a la caça, va matar Guillem Repostel, parent del duc, en venjança per allitar-se amb una de les filles d'Osmond. Ricard va perdonar la seva vida, però el va exiliar. Osmond va fugir a Itàlia, allí per unir-se als romans d'Orient en la seva lluita contra els longobards, sarraïns, les tropes del Papa i el Sacre Imperi.
Abans de marxar de Normandia, va reunir un conjunt d'aproximadament 250 guerrers: aventurers, foragits, fills menors i quatre dels seus propis germans, Ascletí, Gilbert, Rodolf i Rainulf. A Itàlia, ell i els seus seguidors es van unir amb Melus de Bari i Guaimar III de Salern, longobards en revolta contra les pretensions romanes d'Orient. El 1018, Osmond i Gilbert van morir en la batalla de Cannes, una greu derrota normanda a mans del general grec Basili Boiannes.